# Calle de Ben Montel
La calle de Ben Montel es una vía pública de la ciudad española de Sagunto.

## Descripción
La vía discurre desde la calle de Valencia hasta la del Calvario Viejo. Se conoció en el pasado como «calle del Mico», pero con el título actual honra al saguntino Ben Montel. Aparece descrita en el Nomenclator de las calles, plazas y puertas antiguas y modernas de la ciudad de Sagunto (1901) de Antonio Chabret y Fraga con las siguientes palabras:

Ben-Montel (calle de). Tiene su entrada por la calle de Valencia y desemboca en la del Calvario Viejo. La denominación actual es de reciente fecha y se hizo para borrar el nombre del Mico, que llevaba, para sustituirle por el de Ben-Montel, sabio moro hijo de Murviedro, en donde nació por los años 550 de la hégira y murió en Valencia en el de 611. Su verdadero nombre era Abu Mohamet Abdalá ben Ibrahim ben Alhasan, ben Montel, el Librero.
(Chabret y Fraga, 1901, p. 37)